# A. J. Kardar
Pour les articles homonymes, voir Kardar.
Akhtar J. Kardar est un réalisateur, scénariste et producteur pakistanais né le 25 novembre 1926 et mort le 12 février 2002.

## Biographie
Il est principalement connu pour son film Quand naîtra le jour qui gagna la médaille d'or au Festival international du film de Moscou 1959.
Il est le frère du réalisateur Abdur Rashid Kardar (en) et le cousin du joueur international de cricket Abdul Hafeez Kardar (en).

## Filmographie
- 1959 : Quand naîtra le jour
- 1969 : Qasam Us Waqt Ki